# Construcción cooperativa de conocimientos
El término construcción cooperativa de conocimientos hace referencia al conocimiento creado a partir de una red de personas que trabajan en forma mancomunada con fines en común.
También se utiliza el reemplazo de la palabra cooperativa por la palabra colaborativa. En ambos casos es correcto.
Si bien el concepto no exige el aspecto tecnológico también es cierto que sin el uso de las nuevas tecnologías de la información y comunicación es casi imposible llevarlo a nivel global.
El caso de Wikipedia es una clara muestra de lo que puede lograr la C3 (Construcción Cooperativa de Conocimientos).
Apoyándose en el software libre como soporte tecnológico y en la capacitación docente como soporte humano; hay varios proyectos que procuran la C3 en la educación. En Argentina, el proyecto Gleducar; en Chile existe el proyecto Educalibre; en Colombia el proyecto Slec, en Ecuador, Aprende Libre; en la Unión Europea (proyecto ITCOLE), el entorno Synergeia y  OFSET; por último la comunidad en línea de habla en español EDUSOL.